# The Down Homers
The Down Howersfue una banda de Rock and Roll; Country y Rockabilly fundada en 1934 y finalizó en 1965, fundada los miembros de la banda de Bill Haley & His Comets antes de ser fundada por 1936.

## Biografía
Un grupo con un gran legado de carrera, The Down Homers, también tuvo algunas estrellas individuales eventuales. El grupo fue organizado en 1935 por Shorty COok y Guy Campbell.
Primero, estaba Everett "Shorty" Cook, un nativo de Millersburg, IN. Comenzó su carrera en el entretenimiento "juglar". Sus padres también tuvieron un poco de influencia musical en él: su madre era pianista y su padre era violonchelista. Como parte de Down Homers, Shorty hizo una variedad de tareas, cantando solista, barítono, tenor o bajo; tocaba las guitarras españolas o hawaianas. También fue compositor.
Guy Campbell vino de Blue Hills de Virginia. Más tarde, su familia se mudó a Oklahoma. Su padre era violinista clásico y eso fue una influencia temprana en Guy, pero le gustaron tanto las canciones de la gama, que abandonó su música clásica a favor de la música country que amaba. Además de tocar el violín para los Down Homers, tocaba la guitarra y el bajo y era el tercer hombre en los números del trío.
Otro miembro de los Down Homers en ese entonces era el tipo de Lenoir City, Tennessee, trasplantado a Massachusetts, Kenny Roberts. Comenzó su carrera en la radio cuando aún estaba en la escuela secundaria. Sus canciones de canto le valieron muchos elogios y apareció en Blue Network al mismo tiempo. En marzo de 1944, Kenny ganó el "Campeonato de Yodeling de los Estados del Este". Tocaba casi todos los instrumentos de cuerda y también la armónica.
De Ottumwa, Iowa llegó Lloyd Cornell. Comenzó su carrera en la radio cuando tenía 16 años en la estación de su ciudad natal. Su primer trabajo profesional como animador se produjo después de graduarse de la escuela secundaria en St. Joseph, MO. A partir de ese momento, luego migró a otras estaciones de radio en Waterloo, IA; Des Moines, IA; Grand Island, NE; y Ft. Wayne, IN. También era un poco compositor y se decía que había realizado varias grabaciones.
Notas de cronología y trivia
Los miembros del grupo incluyeron:
Everett cocinero "Shorty"
Guy Campbell
Kenny Roberts
Lloyd Cornell
- Datos: Q110270967